# Lüttow-Valluhn
Lüttow-Valluhn es un municipio situado en el distrito de Ludwigslust-Parchim, en el estado federado de Mecklemburgo-Pomerania Occidental (Alemania), a una altitud de 44 metros. Su población a finales de 2016 era de 845 habs. y su densidad poblacional, 38 hab/km².
Se encuentra ubicado junto a la frontera con el estado de Schleswig-Holstein.